# Rembert von Ketteler
Rembert von Ketteler (* unbekannt; † 6. Juni 1653) war Domherr in Münster und Präsident des Domkapitels.

## Leben

### Herkunft und Familie
Rembert von Ketteler entstammte dem westfälischen Adelsgeschlecht von Ketteler, aus dem zahlreiche namhafte Persönlichkeiten hervorgegangen sind. Er war der Sohn des Hermann Kettler zu Altassen und dessen Gemahlin Alheid von Diepenbrock. Seine Brüder waren:
- Johann Vollrath (* 1590), Staatssekretär und Bürgermeister von Pewsum
- die münsterschen Domherren Hermann, Wilhelm, Konrad und Dietrich.

### Wirken
Am 10. April 1608 nahm er die Dompräbende des Domherrn Wilhelm de Wendt in Besitz. Mit der Aufschwörung auf die Geschlechter Ketteler, Diepenbrock, Stael und Beesten am 29. April des Jahres wurde er emanzipiert. Seine Ernennung zum Domküster fiel auf den 28. Januar 1620. Drei Jahre später, am 3. April 1623, optierte Rembert die Propstei St. Ludgeri und genau zwei Jahre später nach dem Tode des Otto von Dorgelo die Obedienz Schwienhorst. Er war Erzdiakon von Winterswijk/NL. Am 9. Mai 1638 wurde er zum Assessor der Pfennigkammer ernannt. Rembert starb am 6. Juni 1653 als Präsident des Domkapitels.